# Stazione di Aranjuez
La stazione di Aranjuez è una stazione ferroviaria a servizio dell'omonima città, sulle linee Madrid-Valencia e Aranjuez - Valencia-Sant Isidre.
Dispone di servizi di media distanza e forma parte della linea C3 delle Cercanías di Madrid, di cui è capolinea.
Si trova lungo la carretera de Toledo, a nord-est della città di Aranjuez.

## Storia
La stazione è stata inaugurata il 9 febbraio 1851 con l'apertura della linea Madrid - Aranjuez.